# Paul Grawitz

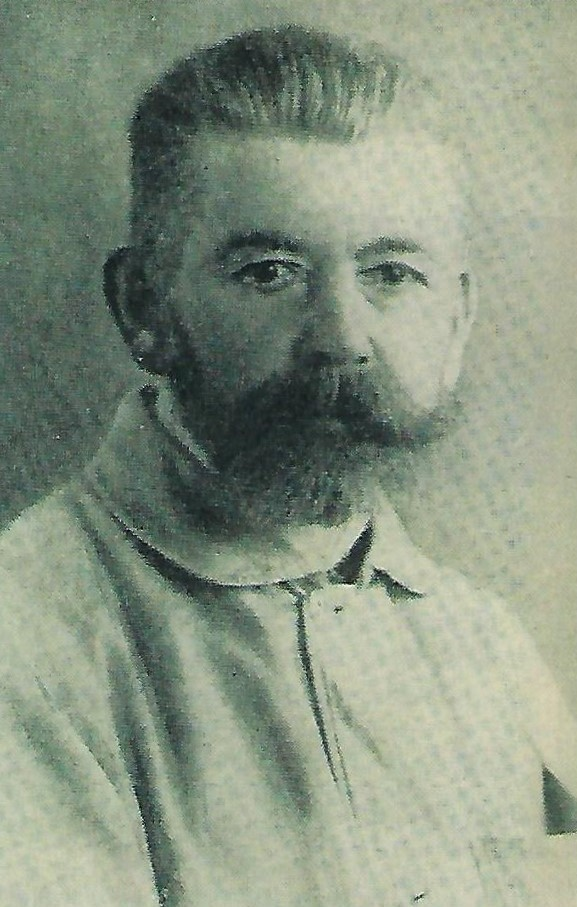
Paul Grawitz, um 1910

Paul Albert Grawitz (* 1. Oktober 1850 in Zerrin, Kreis Bütow; † 27. Juni 1932 in Greifswald) war ein deutscher Pathologe. Sein Name ist mit dem  Nierenkrebs, nach ihm auch Grawitz-Tumor (sonst auch: Hypernephrom oder Nierenzellkarzinom) genannt, verbunden. Er entdeckte 1883 das Hypernephrom.

## Leben
Grawitz wurde 1850 als Sohn des Gutsbesitzers Wilhelm Grawitz und seiner Frau Agnes geborene Fischer in Zerrin in Hinterpommern geboren. Er studierte zunächst an der Friedrichs-Universität Halle Medizin und wechselte 1870 an die Friedrich-Wilhelms-Universität zu Berlin. Seit dem Wintersemester 1869/70 war er Mitglied der Burschenschaft Germania Halle. Er wurde 1873 zum Dr. med. promoviert. Nachdem er schon als Student bei Rudolf Virchow famuliert hatte, war er 1875–1886 Assistent an Virchows pathologischem Institut. Hier habilitierte er sich 1884 für Pathologie.
1886 wurde Grawitz als Extraordinarius an die Königliche Universität zu Greifswald berufen. Im Jahr darauf erhielt er dort als Nachfolger von Friedrich Grohé den Lehrstuhl für pathologische Anatomie, den er bis zu seiner Emeritierung im Jahre 1921 innehatte. Im Jahr 1886 wurde er in die Deutsche Akademie der Naturforscher Leopoldina gewählt. In Greifswald erweiterte er die von Grohé begonnene pathologische Präparatesammlung zu einem 1905 dafür eingerichteten Museum. 1909 veröffentlichte er einen 700-seitigen Museumsführer, der auch als Anleitung zum Selbststudium der pathologischen Anatomie und als Lehrbuch für Studenten diente. Grawitz war ein beliebter Hochschullehrer. Er war 1896/97 Rektor der Universität und verfasste 1906 die Festschrift der Medizinischen Fakultät zum 450. Jubiläum der Universität. Der preußische Staat ernannte ihn zum Geheimen Medizinalrat, um 1912 wurde er mit dem Roten Adlerorden 3. Klasse ausgezeichnet. Er war zweimal Vorsitzender des Medizinischen Vereins Greifswald, einer der ältesten, heute noch existierenden medizinisch-wissenschaftlichen Gesellschaften im deutschsprachigen Raum. Später wurde er wie Virchow Ehrenmitglied des Vereins. Grawitz erlag im 82. Lebensjahr einem Schlaganfall. Otto Lubarsch ehrte ihn in seinem Nachruf als Nestor der deutschen Pathologie. Grawitz wurde in einem Ehrengrab auf Greifswalds Altem Friedhof bestattet.

## Werk
Die mit seinem Namen verbundene Grawitzsche Geschwulst oder Struma lipomatodes aberrata renis (Nierenzellkarzinom) beschrieb Grawitz bereits 1883 in Berlin. Er ging damals jedoch davon aus, dass der von ihm beschriebene Tumor aus eingewandertem Nebennierengewebe bestünde.
Bei seiner Berufung nach Greifswald galt Grawitz als der »umstrittenste, aber damals zweifellos bedeutendste Forscher« auf seinem Gebiet. Grawitz' wissenschaftliche Interessen waren breit gefächert und zumeist mit einem Entzündungsgeschehen verbunden. Er arbeitete über Schimmelpilze und züchtete die ersten Reinkulturen der pathogenen Pilze Trichophyton schoenleinii (Erreger des Favus, auch „Erbgrind“), Trichophyton tonsurans (Erreger der Tinea corporis gladiatorum, auch Mattenbrand oder „Ringerflechte“) oder Malassezia furfur (Erreger der Pityriasis versicolor).
Weitere Arbeitsgebiete waren die Herzhypertrophie nach Nephritis, die Peritonitis oder die Verursachung von Entzündungen durch chemische Substanzen. Hier wies Grawitz nach, dass nicht nur Erreger, sondern auch chemische Substanzen Entzündungen hervorrufen können.
Grawitz’ „Schlummerzellenlehre“ über eine entzündungsstimulierte Umbildung von Bindegewebe und elastischen Fasern im Interzellularraum zu Leukozyten mit Kern- und Zellsubstanz und damit die Entstehung von Zellen aus Bindegewebe führte seinerzeit zu zahlreichen Kontroversen. Sie hatte keinen Bestand. Jedoch versuchte noch in den 1950er Jahren sein Enkel Paul Busse-Grawitz, diese Theorie zu untermauern.

## Familie
Grawitz' jüngerer Bruder war der Hämatologe Ernst Grawitz (1860–1911). Aus der Ehe von Grawitz' Tochter Lotte mit dem Pathologen Otto Busse (1867–1922) stammte der Enkel Paul Busse-Grawitz (1900–1983), der ebenfalls als Pathologe tätig war. Grawitz' Neffe war der spätere Reichsarzt SS Ernst-Robert Grawitz (1899–1945).

## Schriften
- Ueber die Entstehung krankhafter Geschwülste. Reimer, Berlin 1884.
- Atlas der pathologischen Gewebelehre. Schoetz, Berlin 1893
- Geschichte der Medizinischen Fakultät Greifswald 1806–1906. Abel, Greifswald 1906 (Digitalisat).
- Anleitung zum Selbstudium der pathologischen Anatomie. Führer durch das Museum des pathologischen Instituts zu Greifswald. Adler, Greifswald 1909.